# Славяне в Малой Азии
Славянское переселение в Малую Азию началось в 690 году, когда византийский император Юстиниан II переселил в Киликию около 30 000 славян с Балкан — для борьбы с Омейядским халифатом. Большинство этих славян в битве при Себастополисе перешли на сторону арабов. Позже они стали называться сакалиба.
В 761—764 гг. ещё 208 000 славян из Фракии, политических беглецов от болгарского хана Телеца, были переселены в Вифинию императором Константином V. Причина в том, что византийский император подозревал их в нелояльности и встал на сторону болгар.
Самый известный славянин Малой Азии — Фома Славянин.
В IX веке эти славяне окончательно интегрировались в политические реалии Малой Азии и Балкан. К тому же, по указанию византийского императора и усилиями византийских просветителей, Глаголица была составлена на основе греческой письменности в Полихроне в середине века.